# Sara Shaw
Sara Laine Shaw (Austin, 19 dicembre 1991) è una pallavolista statunitense.
Gioca nel ruolo di schiacciatrice.

## Carriera
La carriera di Sara Shaw inizia nei tornei scolastici statunitensi, partecipando con la Westlake High School; nel 2009, inoltre, fa parte della nazionale statunitense Under-20. Al termine delle scuole superiori entra a far parte della squadra di pallavolo femminile della University of Southern California, con la quale partecipa alla Division I NCAA dal 2010 al 2013: raggiunge due volte la Final four nei suoi primi due anni, perdendo in entrambe le occasioni in semifinale.
Nella stagione 2014-15 firma il suo primo contratto professionistico all'estero, ingaggiata nella 1. Bundesliga tedesca dal Fischbek di Amburgo, per poi approdare nella stagione seguente al Neuchâtel, club della Lega Nazionale A svizzera.

## Palmarès

### Premi individuali
- 2012 - Division I NCAA statunitense: Austin Regional All-Tournament Team